# Wemba malgaska
Wemba malgaska är en insektsart som beskrevs av Irena Dworakowska och Trolle 1976. Wemba malgaska ingår i släktet Wemba och familjen dvärgstritar.
Artens utbredningsområde är Madagaskar. Inga underarter finns listade i Catalogue of Life.